# 南薩火山群
南薩火山群（なんさつかざんぐん）は、九州の薩摩半島南部に分布する火山群の総称である。東部は特に指宿火山群（いぶすきかざんぐん）と呼ばれ、開聞岳などの活火山を含む多数の火山がある。

## 西部
南さつま市から枕崎市にかけての地域に500万年前に活動した比較的古い火山群があり、非火山性山地の揖宿山地と交錯している。春日鉱山、岩戸鉱山、赤石鉱山など金を産出する鉱山が散在する。
- 野間岳 - 標高591.1メートル。薩摩半島の三名山の一つ。
- 陣ノ尾 - 標高463.0メートル
- 草野岳 - 標高448.8メートル

## 東部（指宿火山群）

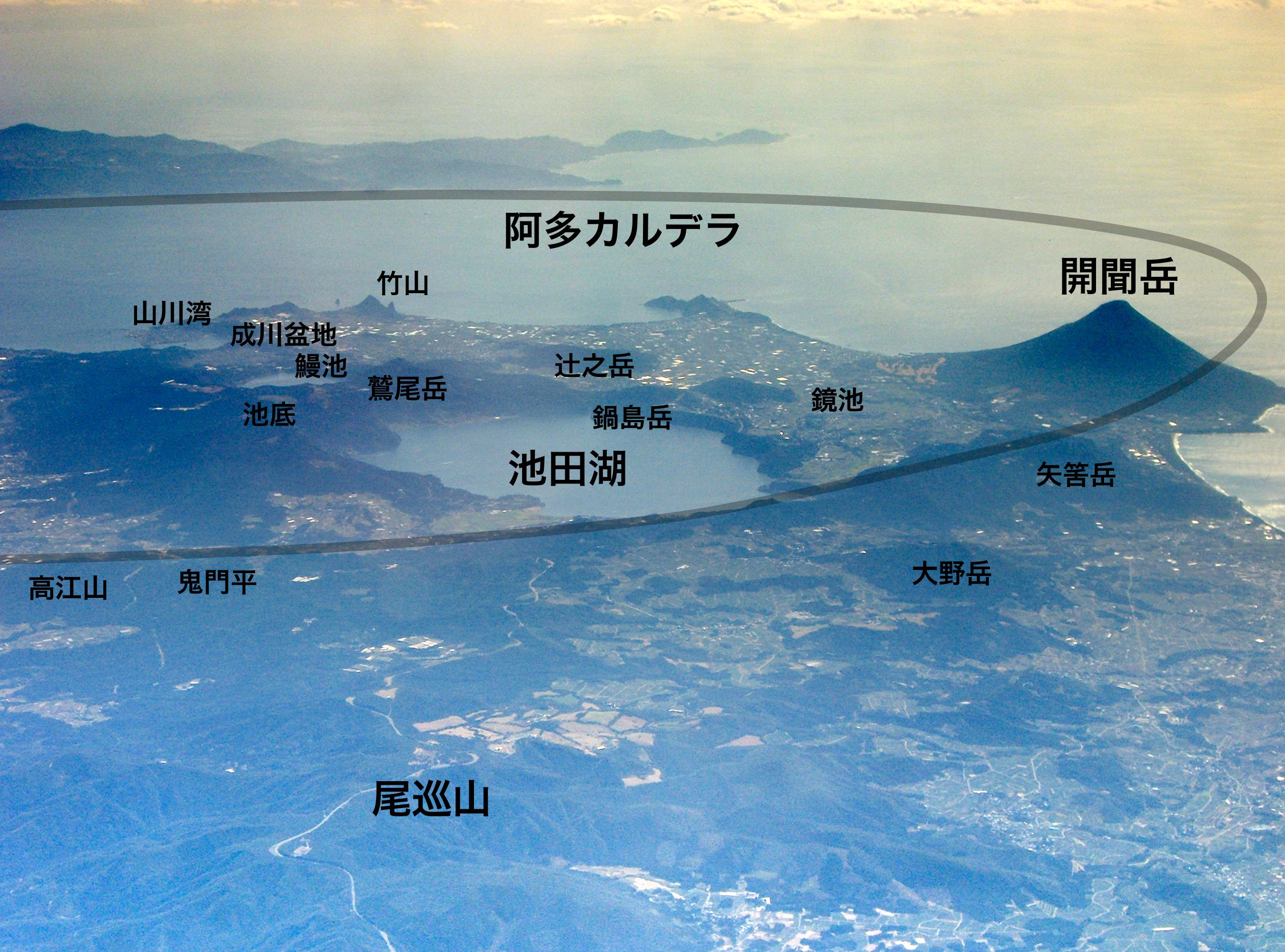
指宿火山群空撮。
なお、ここに記載されている阿多カルデラは、約11万年前の大噴火を起した阿多カルデラの位置ではなく、以前の学説の位置である。

指宿市付近を中心として南九州市、鹿児島市、鹿屋市、錦江町にまたがる地域には阿多カルデラをはじめとして、活火山に指定されている池田山川や開聞岳を含む20以上の火山がひしめき合う。比較的小規模な単成火山群に加えてカルデラやマールを起源とする大小多数の円形窪地が見られる。地熱が豊富であり指宿温泉、鰻温泉、伏目温泉など多くの温泉地に恵まれ、山川地熱発電所において発電にも利用されている。池田湖の西側には薩摩藩の時代から金を産出していた大谷鉱山がある。

### 古期指宿火山群
- 尾巡山 - 標高577.1メートル。山頂周辺には千貫平と呼ばれる高原が広がる。300 - 400万年前に活動した火山の名残。
- 鬼門平（おんかどびら） - 標高306.8メートル
- 矢筈岳 - 標高358.8メートル。100万年前に活動。

### 中期指宿火山群
- 魚見岳 - 標高215メートル
- 大野岳 - 標高465.9メートルの小型成層火山。
- 阿多カルデラ - 薩摩半島の南東端部および鹿児島湾湾口部を構成するカルデラ。約11万年前に大噴火。
  - 横尾岳 - 標高426.3メートル。大隅半島にあり、阿多カルデラに関連した溶岩流からなる。

### 新期指宿火山群
- 清見岳 - 標高401.9メートル。5万年前に活動。
- 辻之岳 - 標高227.6メートル
- 竹山 - 鹿児島湾を望む標高202メートルの火山岩頸（正確には火山ではない）。5 - 6万年前に形成され主として安山岩から成る[1]。山腹には特別天然記念物に指定されたソテツ自生地がある。
- 池田山川 - 5500年前に相次いで噴火した火山群の総称。
  - 池田湖 - 池田カルデラとも呼ばれるカルデラ湖。
  - 松ヶ窪、池底、成川盆地 - マールに土砂がたまった盆地。
  - 鰻池 - マールに水がたまった湖。
  - 山川湾 - マールに海水が侵入した湾。
- 鍋島岳 - 標高256.3メートル。4500年前、池田湖南端部に噴出した溶岩ドーム。
  - 大底月、小底月、鏡池、水無池 - 鍋島岳の南西部に並ぶマール群
- 開聞岳 - 標高924メートルの複成火山。最近の噴火は885年（仁和元年）。最高峰。